# ديبورا كوك
ديبورا كوك هي فيلسوفة كندية، ولدت في 12 أكتوبر 1954.